# Marie von Bülow (Schauspielerin, 1874)

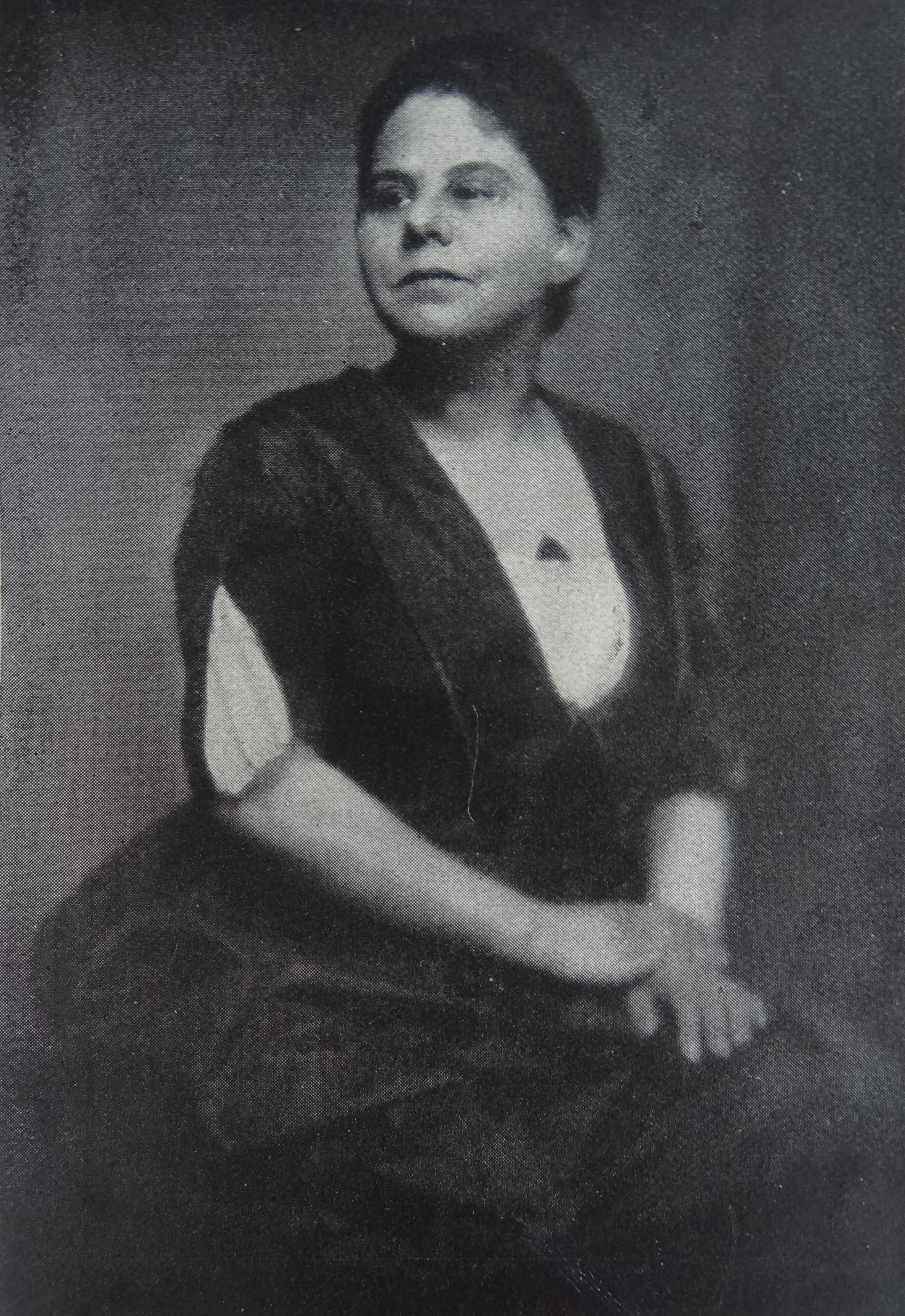
Marie von Bülow
(Karl Schenker, um 1920)

Marie Adelheid Elise Gräfin von Bülow (* 13. April 1874 in Graz; † 22. Mai 1947 in Berlin) war eine deutsche Schauspielerin.

## Leben und Wirken
Die gebürtige Grazerin war eine Tochter der aus dem Theatermilieu stammenden Barbara Diedrich. Als diese 1882 in Kronberg im Taunus den Grafen Hans Gottfried Georg von Bülow heiratete, ließ sich letzterer als Vater der 1874 geborenen Marie eintragen.
Über Marie von Bülows Jugend und Ausbildung ist derzeit nichts bekannt. 1899 brachte sie im hessischen Eberstadt eine Tochter zur Welt, lebte aber zu dieser Zeit in Deutsch Lissa bei Breslau. Als Schauspielerin ist sie erstmals in der Saison 1908/09 am Düsseldorfer Lustspielhaus nachweisbar. 1910/11 war sie Ensemblemitglied am Deutschen Theater Berlin, 1914/15 am Neuen Stadttheater Spandau.
Während des Ersten Weltkriegs stieß Marie von Bülow zum Stummfilm und avancierte rasch zu einer gefragten Nebendarstellerin. 1918 und 1919 steigerte sich ihr Pensum auf über ein Dutzend Produktionen pro Jahr. Sie spielte unter anderem Mütter und Gutsbesitzerinnen, aber auch Mägde, Bettlerinnen und Hexen. Zu den wichtigsten Regisseuren, die sie mehrfach besetzten, gehörten Richard Oswald, Jaap Speyer, Richard Eichberg, Fern Andra, Martin Berger, Viggo Larsen, Friedrich Wilhelm Murnau und immer wieder Hubert Moest.
Marie von Bülow war ab 1912 mit dem Verlagsbuchhändler Wolfgang Mörlins verheiratet. Seit 1945 verwitwet, starb sie 1947 im Städtischen Bürgerhaus-Hospital in Berlin-Charlottenburg.

## Filmografie
- 1915: Der ewige Friede. Ein Ausgestoßener, 2. Teil
- 1916: Der unsichtbare Mensch
- 1916: Nirwâna
- 1916: Mein ist die Rache
- 1916: Wenn Menschen reif zur Liebe werden
- 1916: Die Richterin von Solvingsholm
- 1917: Wenn Frauen lieben und hassen
- 1917: Stiefkinder des Glücks
- 1917: Der Herr Assessor
- 1917: Das Bacchanal des Todes
- 1917: Das Spitzentuch der Fürstin Wolkowska
- 1917: Die Schuld des Dr. Adrian Dorczy
- 1918: …um eine Stunde Glück
- 1918: Wo ein Wille, ist ein Weg
- 1918: Lejah
- 1918: Das Mädchen aus der Opiumhöhle
- 1918: Paulchen Pechnelke
- 1918: Antons Sofakissen
- 1918: Der Zauberer von Gundelfing
- 1918: Kinder der Liebe, 1. Teil
- 1918: Mazeppa, der Volksheld der Ukraine
- 1918: Sein letzter Seitensprung
- 1918: Das Tagebuch einer Verlorenen
- 1918: Der Weg, der zur Verdammnis führt
- 1919: Der Weg, der zur Verdammnis führt, 2. Teil. Hyänen der Lust
- 1919: Eugen Onegin
- 1919: Ut mine Stromtid
- 1919: Die Fee von Saint Ménard
- 1919: Todesurteil
- 1919: Der goldene Klub
- 1919: Nonne und Tänzerin
- 1919: König Nicolo
- 1919: Taumel
- 1919: Todesurteil
- 1919: Die Nackten
- 1919: Sie geht denselben Weg
- 1919: Blondes Gift
- 1919: Wenn das Leben Nein sagt
- 1919: Menschen
- 1919: Der Knabe in Blau
- 1920: Monte Carlo
- 1920: Die Berliner Range
- 1920: Klatsch
- 1921: Fridericus Rex
- 1921: Aus dem Schwarzbuch eines Polizeikommissars, 2. Teil: Verbrechen aus Leidenschaft
- 1922: Bardame
- 1923: Die Sonne von St. Moritz